# Pinky, Elmyra & the Brain
Pinky, Felícia e o Cérebro (Pinky, Elmyra & the Brain) é um desenho americano de televisão, produzido pela Warner Bros. O desenho é a continuação de Pinky e o Cérebro, agregando a personagem de Tiny Toon Adventures Elmyra (Felícia no Brasil). Exi

## Sinopse
Depois do Laboratório Acme ser destruído, Pinky e Cérebro ficam sozinhos nas ruas até começarem a ser perseguidos por um homem chamado Wally Faust. Os dois acabam indo parar numa loja de animais e se escondem dentro de uma tartaruga. Felícia, a mesma personagem do desenho Tiny Toon, aparece na loja e ao comprar a tartaruga ganhou os ratos de brinde. Em sua casa, Felícia "cuida" de Pinky e Cérebro com sua falta de tato e crueldade habitual. 
Cérebro continua tramando seus planos para tentar conquistar o mundo mas agora, além de Pinky, ele também tem Felícia para atrapalhá-lo.

## Produção
Os executivos da Warner Bros. relataram que queriam Pinky e Cérebro como parte de uma sitcom "mais parecida com The Simpsons". O release de lançamento declarava que a série era "uma abordagem fresca para dois personagens populares movando do Laboratório ACME para o subúrbio americano onde foram adotados pela empolgada Felícia". The idea was reportedly met with resistance from the producers of the series. A equipe de produção prontamente se revoltou, com o roteirista Peter Hastings escrevendo para Pinky e o Cérebro o episódio "You'll Never Eat Food Pellets in This Town Again!", onde ambos eram vítimas de executivos cancelando seu programa, antes de deixar a Warner para trabalhar na Disney Television Animation. A música-tema também tinha uma crítica à decisão do canal, "Pinky e o Cérebro vão ter que aguentar / É o que a emissora quer botar no ar". O desenho acabaria durando apenas 13 episódios antes de ser cancelado.

## Indicações e prêmios
Pinky, Felícia e Cérebro ganhou prêmios importantes de animação. A série ganhou um prêmio Annie Awards, em 1999, pela atuação de Rob Paulsen como Pinky, e Cree Summer também foi indicada por Felícia. Mais tarde a série também foi indicada como "Melhor Direção em uma Animação Televisiva". A série também indicada duas vezes ao Daytime Emmy Award de Melhor Programa Infantil, ganhando em 2000.